# キアラ・ボジャット
キアラ・ボジャット（Chiara Boggiatto, 1986年2月17日 - ）は、イタリア・ピエモンテ州トリノ県モンカリエーリ出身の元女子競泳選手。平泳ぎを専門としていた元イタリア記録保持者で、現役時代は2度のオリンピック出場（最高成績は準決勝進出）、世界選手権で決勝進出、ヨーロッパ選手権とヨーロッパ短水路選手権でメダルを獲得したほか、地中海競技大会とユニバーシアードでは金メダルを獲得した。兄のアレッシオ・ボジャットも競泳選手で2001年福岡世界選手権400m個人メドレーの金メダリスト。

## 経歴

### 2001年地中海競技大会
2001年9月、チュニスで開催された地中海競技大会に15歳で出場し、200m平泳ぎを2分31秒00の大会新記録で制して金メダルを獲得した。

### 2003年イタリア夏季選手権
2003年7月、イタリア夏季選手権の100m平泳ぎで1分09秒44をマークし、1987年にマヌエラ・ダッラ・ヴァッレが樹立した1分09秒66のイタリア記録を更新した。

### 2004年イタリア春季選手権
2004年3月、イタリア春季選手権の100m平泳ぎで1分09秒32をマークし、自身のイタリア記録（1分09秒44）を更新した。200m平泳ぎでは2分28秒60をマークし、1990年にマヌエラ・ダッラ・ヴァッレが樹立した2分28秒64のイタリア記録を更新した。

### 2004年ヨーロッパ選手権
2004年5月、マドリードで開催されたヨーロッパ選手権に出場。100m平泳ぎは決勝で自己ベスト及びイタリア記録（1分09秒32）に迫る1分09秒69をマークしたが、メダルに0秒28及ばず5位に終わった。第2泳を務めた4×100mメドレーリレーは決勝を1分09秒63で泳ぎ、4分07秒79のイタリア新記録樹立に貢献したが、メダルには0秒38及ばず4位に終わった。

### 2004年オリンピック
2004年8月、アテネで開催されたオリンピックに兄アレッシオ・ボジャットと共に出場。これにより、1980年モスクワ大会と1984年ロサンゼルス大会のフランチェスキ兄弟（ラッファエーレとジョヴァンニ）に次いで、オリンピック競泳競技に揃って出場した史上2組目のイタリア兄妹となった。大会では100m・200m平泳ぎで準決勝まで進出した。

### 2005年イタリア春季選手権
2005年4月、イタリア春季選手権の200m平泳ぎで2分27秒12をマークし、自身のイタリア記録（2分28秒60）を更新した。この記録は2009年3月にオンブレッタ・プロス（Ombretta Plos）が2分26秒90に更新した。

### 2005年世界選手権
2005年7月、モントリオールで開催された世界選手権に出場。100m平泳ぎの予選で1分08秒76、準決勝で1分08秒48と2レース連続でイタリア新記録を樹立して決勝に進出したが、決勝は1分08秒98とタイムを落とし8位に終わった。200m平泳ぎは決勝進出に0秒05及ばず、2分28秒87の準決勝全体9位に終わった。第2泳を務めた4×100mリレーは決勝を1分08秒45で泳ぎ、4分04秒90のイタリア新記録樹立に貢献したが、メダルに2秒39及ばず5位に終わった。

### 2005年ヨーロッパ短水路選手権
2005年12月、自国開催となったトリエステでのヨーロッパ短水路選手権に出場。50m平泳ぎで31秒29、100m平泳ぎで1分06秒98、200m平泳ぎで2分23秒40と、3種目で短水路イタリア新記録を樹立。50m平泳ぎはメダルに0秒36及ばず6位に終わったが、100m平泳ぎは1分06秒98（1位と0秒47差）、200m平泳ぎは2分23秒40（1位と0秒34差）でそれぞれ銅メダルを獲得した。これによりボジャットは、フランチェスカ・セガト、カテリーナ・ジャッケッティに次いでヨーロッパ短水路選手権個人メダルを獲得した史上3人目のイタリア女性となった。

### 2009年スペインオープン
2009年4月、スペインオープンの100m平泳ぎで1分08秒09をマークし、マルティナ・カッラーロが3月に樹立したイタリア記録（1分08秒40）を更新した。この記録は2009年5月にロベルタ・パナラが1分08秒01に更新した。

### 2009年ユニバーシアード
2009年7月、ベオグラードで開催されたユニバーシアードに出場。100m平泳ぎではナジャ・ヒグルを0秒65抑え1分07秒15の大会新記録で優勝を飾り、学生の大会ではあるものの兄アレッシオに続いて世界タイトルを獲得した。200m平泳ぎは2分25秒90の自己ベストをマークしたが、メダルには0秒50及ばず4位に終わった。第2泳を務めた4×100mメドレーリレーでは決勝を1分07秒62で泳ぎ、4分02秒75のイタリア新記録樹立に貢献したが、4分01秒90の大会新記録で優勝したアメリカに0秒85及ばず銀メダルに終わった。

### 2009年イタリア短水路選手権
2009年11月、イタリア短水路選手権の200m平泳ぎで2分21秒82をマークし、自身の短水路イタリア新記録（2分23秒40）を4年ぶりに更新した。
この記録は2013年12月にジュリア・デ・アセンティスが2分20秒93に更新した。

### 2012年ヨーロッパ選手権
2012年5月、デブレツェンで開催されたヨーロッパ選手権に出場。個人種目には平泳ぎ3種目に出場するもメダルを獲得することはできなかった（最高成績は100mの7位）。しかし、第2泳を務めた4×100mメドレーリレーでは決勝を1分08秒51で泳ぎ、4分01秒92のイタリア新記録樹立に貢献。3分58秒43の大会新記録で優勝したドイツには及ばなかったものの、3位のスウェーデンに3秒66の差をつけて2位に入り、この種目で23年ぶり3つ目のメダルとなる銀メダルをイタリアにもたらした。

### 現役引退
2013年、勉強に専念するために競技生活を終えた。

## 家族
兄のアレッシオ・ボジャットは個人メドレーを専門としていた元競泳選手。オリンピックでは3大会連続4位とメダルにあと一歩届かなかったが、世界選手権、ヨーロッパ選手権、ヨーロッパ短水路選手権では金メダルを獲得した。

## 主要国際大会の成績
世界水泳連盟のウェブサイトなど参照
| 年           | 大会                   | 場所               | 種目                 | 結果         | 記録         | 泳順         | 備考         |
| イタリア代表 | イタリア代表           | イタリア代表       | イタリア代表         | イタリア代表 | イタリア代表 | イタリア代表 | イタリア代表 |
| ------------ | ---------------------- | ------------------ | -------------------- | ------------ | ------------ | ------------ | ------------ |
| 2001         | 地中海競技大会         | チュニス           | 200m平泳ぎ           | 金メダル     | 2分31秒00    |              | 大会記録     |
| 2002         | ヨーロッパ選手権       | ベルリン           | 200m平泳ぎ           | 7位          | 2分30秒59    |              |              |
| 2004         | ヨーロッパ選手権       | マドリード         | 50m平泳ぎ            | 予選20位     | 33秒85       |              |              |
| 2004         | ヨーロッパ選手権       | マドリード         | 100m平泳ぎ           | 5位          | 1分09秒69    |              |              |
| 2004         | ヨーロッパ選手権       | マドリード         | 200m平泳ぎ           | 準決勝13位   | 2分35秒11    |              |              |
| 2004         | ヨーロッパ選手権       | マドリード         | 4x100mメドレーリレー | 4位          | 4分07秒79    | 2泳          | イタリア記録 |
| 2004         | オリンピック           | アテネ             | 100m平泳ぎ           | 準決勝16位   | 1分10秒84    |              |              |
| 2004         | オリンピック           | アテネ             | 200m平泳ぎ           | 準決勝14位   | 2分30秒76    |              |              |
| 2004         | オリンピック           | アテネ             | 4x100mメドレーリレー | 予選失格     | DSQ          | 2泳          |              |
| 2005         | 世界選手権             | モントリオール     | 100m平泳ぎ           | 8位          | 1分08秒98    |              |              |
| 2005         | 世界選手権             | モントリオール     | 200m平泳ぎ           | 準決勝9位    | 2分28秒87    |              |              |
| 2005         | 世界選手権             | モントリオール     | 4x100mメドレーリレー | 5位          | 4分04秒90    | 2泳          | イタリア記録 |
| 2005         | ヨーロッパ短水路選手権 | トリエステ         | 50m平泳ぎ            | 6位          | 31秒29       |              | イタリア記録 |
| 2005         | ヨーロッパ短水路選手権 | トリエステ         | 100m平泳ぎ           | 銅メダル     | 1分06秒98    |              | イタリア記録 |
| 2005         | ヨーロッパ短水路選手権 | トリエステ         | 200m平泳ぎ           | 銅メダル     | 2分23秒40    |              | イタリア記録 |
| 2005         | ヨーロッパ短水路選手権 | トリエステ         | 4x50mメドレーリレー  | 4位          | 1分50秒16    | 2泳          |              |
| 2006         | 世界短水路選手権       | 上海               | 100m平泳ぎ           | 準決勝13位   | 1分09秒06    |              |              |
| 2006         | 世界短水路選手権       | 上海               | 200m平泳ぎ           | 予選14位     | 2分30秒86    |              |              |
| 2006         | 世界短水路選手権       | 上海               | 4x100mメドレーリレー | 4位          | 4分01秒07    | 2泳          | イタリア記録 |
| 2006         | ヨーロッパ選手権       | ブダペスト         | 100m平泳ぎ           | 8位          | 1分09秒47    |              |              |
| 2006         | ヨーロッパ選手権       | ブダペスト         | 200m平泳ぎ           | 予選21位     | 2分35秒98    |              |              |
| 2006         | ヨーロッパ選手権       | ブダペスト         | 4x100mメドレーリレー | 予選失格     | DSQ          | 2泳          |              |
| 2007         | 世界選手権             | メルボルン         | 100m平泳ぎ           | 予選23位     | 1分10秒41    |              |              |
| 2007         | 世界選手権             | メルボルン         | 200m平泳ぎ           | 予選22位     | 2分31秒49    |              |              |
| 2007         | 世界選手権             | メルボルン         | 4x100mメドレーリレー | 予選10位     | 4分06秒64    | 2泳          |              |
| 2008         | ヨーロッパ選手権       | アイントホーフェン | 50m平泳ぎ            | 予選21位     | 32秒82       |              |              |
| 2008         | ヨーロッパ選手権       | アイントホーフェン | 100m平泳ぎ           | 準決勝11位   | 1分10秒05    |              |              |
| 2008         | ヨーロッパ選手権       | アイントホーフェン | 200m平泳ぎ           | 準決勝14位   | 2分32秒41    |              |              |
| 2008         | ヨーロッパ選手権       | アイントホーフェン | 4x100mメドレーリレー | 予選9位      | 4分11秒17    | 2泳          |              |
| 2008         | ヨーロッパ短水路選手権 | リエカ             | 50m平泳ぎ            | 予選18位     | 31秒63       |              |              |
| 2008         | ヨーロッパ短水路選手権 | リエカ             | 100m平泳ぎ           | 予選7位      | 1分07秒00    |              |              |
| 2008         | ヨーロッパ短水路選手権 | リエカ             | 200m平泳ぎ           | 予選12位     | 2分26秒00    |              |              |
| 2009         | 地中海競技大会         | ペスカーラ         | 200m平泳ぎ           | 銀メダル     | 2分26秒84    |              |              |
| 2009         | ユニバーシアード       | ベオグラード       | 100m平泳ぎ           | 金メダル     | 1分07秒15    |              | 大会記録     |
| 2009         | ユニバーシアード       | ベオグラード       | 200m平泳ぎ           | 4位          | 2分25秒90    |              | 自己ベスト   |
| 2009         | ユニバーシアード       | ベオグラード       | 4x100mメドレーリレー | 銀メダル     | 4分02秒75    | 2泳          | イタリア記録 |
| 2009         | 世界選手権             | ローマ             | 100m平泳ぎ           | 準決勝9位    | 1分07秒16    |              |              |
| 2009         | 世界選手権             | ローマ             | 200m平泳ぎ           | 予選18位     | 2分26秒74    |              |              |
| 2009         | 世界選手権             | ローマ             | 4x100mメドレーリレー | 予選失格     | DSQ          | 2泳          |              |
| 2009         | ヨーロッパ短水路選手権 | イスタンブール     | 50m平泳ぎ            | 予選37位     | 31秒64       |              |              |
| 2009         | ヨーロッパ短水路選手権 | イスタンブール     | 100m平泳ぎ           | 準決勝13位   | 1分06秒58    |              |              |
| 2009         | ヨーロッパ短水路選手権 | イスタンブール     | 200m平泳ぎ           | 9位          | 2分22秒77    |              |              |
| 2010         | ヨーロッパ選手権       | ブダペスト         | 100m平泳ぎ           | 準決勝9位    | 1分08秒84    |              |              |
| 2010         | ヨーロッパ選手権       | ブダペスト         | 200m平泳ぎ           | 6位          | 2分28秒61    |              |              |
| 2010         | ヨーロッパ選手権       | ブダペスト         | 4x100mメドレーリレー | 5位          | 4分05秒53    | 2泳          |              |
| 2010         | ヨーロッパ短水路選手権 | アイントホーフェン | 50m平泳ぎ            | 準決勝15位   | 31秒79       |              |              |
| 2010         | ヨーロッパ短水路選手権 | アイントホーフェン | 100m平泳ぎ           | 6位          | 1分08秒12    |              |              |
| 2010         | ヨーロッパ短水路選手権 | アイントホーフェン | 200m平泳ぎ           | 銅メダル     | 2分24秒52    |              |              |
| 2010         | 世界短水路選手権       | ドバイ             | 50m平泳ぎ            | 予選25位     | 31秒86       |              |              |
| 2010         | 世界短水路選手権       | ドバイ             | 100m平泳ぎ           | 予選19位     | 1分07秒69    |              |              |
| 2010         | 世界短水路選手権       | ドバイ             | 200m平泳ぎ           | 予選13位     | 2分24秒17    |              |              |
| 2010         | 世界短水路選手権       | ドバイ             | 4x100mメドレーリレー | 7位          | 3分57秒58    | 2泳          |              |
| 2011         | 世界選手権             | 上海               | 100m平泳ぎ           | 予選23位     | 1分09秒50    |              |              |
| 2011         | 世界選手権             | 上海               | 200m平泳ぎ           | 準決勝16位   | 2分28秒14    |              |              |
| 2011         | 世界選手権             | 上海               | 4x100mメドレーリレー | 予選14位     | 4分04秒74    | 2泳          |              |
| 2011         | ヨーロッパ短水路選手権 | シュチェチン       | 50m平泳ぎ            | 準決勝15位   | 31秒69       |              |              |
| 2011         | ヨーロッパ短水路選手権 | シュチェチン       | 100m平泳ぎ           | 5位          | 1分07秒41    |              |              |
| 2011         | ヨーロッパ短水路選手権 | シュチェチン       | 200m平泳ぎ           | 予選11位     | 2分25秒69    |              |              |
| 2012         | ヨーロッパ選手権       | デブレツェン       | 50m平泳ぎ            | 準決勝16位   | 32秒60       |              |              |
| 2012         | ヨーロッパ選手権       | デブレツェン       | 100m平泳ぎ           | 7位          | 1分08秒82    |              |              |
| 2012         | ヨーロッパ選手権       | デブレツェン       | 200m平泳ぎ           | 予選20位     | 2分32秒73    |              |              |
| 2012         | ヨーロッパ選手権       | デブレツェン       | 4x100mメドレーリレー | 銀メダル     | 4分01秒92    | 2泳          | イタリア記録 |
| 2012         | オリンピック           | ロンドン           | 200m平泳ぎ           | 予選22位     | 2分27秒74    |              |              |
| 2012         | ヨーロッパ短水路選手権 | シャルトル         | 50m平泳ぎ            | 予選17位     | 31秒91       |              |              |
| 2012         | ヨーロッパ短水路選手権 | シャルトル         | 100m平泳ぎ           | 準決勝11位   | 1分07秒76    |              |              |
| 2012         | ヨーロッパ短水路選手権 | シャルトル         | 4x50mメドレーリレー  | 5位          | 1分48秒37    | 2泳          |              |
| 2012         | 世界短水路選手権       | イスタンブール     | 50m平泳ぎ            | 予選24位     | 31秒70       |              |              |
| 2012         | 世界短水路選手権       | イスタンブール     | 100m平泳ぎ           | 予選27位     | 1分08秒17    |              |              |
| 2012         | 世界短水路選手権       | イスタンブール     | 4x100mメドレーリレー | 7位          | 3分56秒12    | 2泳          |              |

## 自己ベスト
SwimRankings.net参照
| 種目       | 記録      | 日付           | 大会                       | 場所           | 備考           |
| 長水路     | 長水路    | 長水路         | 長水路                     | 長水路         | 長水路         |
| ---------- | --------- | -------------- | -------------------------- | -------------- | -------------- |
| 50m平泳ぎ  | 31秒85    | 2009年3月5日   | イタリア選手権             | リッチョーネ   |                |
| 100m平泳ぎ | 1分07秒15 | 2009年7月11日  | ユニバーシアード           | ベオグラード   |                |
| 200m平泳ぎ | 2分25秒90 | 2009年7月9日   | ユニバーシアード           | ベオグラード   |                |
| 短水路     |           |                |                            |                |                |
| 50m平泳ぎ  | 31秒29    | 2005年12月8日  | ヨーロッパ短水路選手権     | トリエステ     | 元イタリア記録 |
| 100m平泳ぎ | 1分06秒56 | 2009年12月19日 | デュエル・イン・ザ・プール | マンチェスター |                |
| 200m平泳ぎ | 2分21秒82 | 2009年11月22日 | イタリア短水路選手権       | リッチョーネ   | 元イタリア記録 |